# Campionati del mondo di atletica leggera indoor 2008 - Getto del peso femminile
Il getto del peso femminile ha visto la partecipazione di 16 delle 17 qualificate.

## Qualificazione
In finale chi fa 18.45m o rientra tra i primi 8 classificati
| Pos | Atleta                | Paese             | Misura | Q         | Prove | Prove | Prove |
| Pos | Atleta                | Paese             | Misura | Q         | 1     | 2     | 3     |
| --- | --------------------- | ----------------- | ------ | --------- | ----- | ----- | ----- |
| 1   | Valerie Vili          | Nuova Zelanda     | 19.72  | Q, AR     | 19.72 |       |       |
| 2   | Christina Schwanitz   | Germania          | 18.97  | Q         | 18.97 |       |       |
| 3   | Anna Omarova          | Russia            | 18.58  | Q         | X     | 18.58 |       |
| 4   | Li Meiju              | Cina              | 18.55  | Q, SB     | 18.55 |       |       |
| DQ  | Nadzeya Astapchuk     | Bielorussia       | 18.46  | Q, doping | X     | 18.46 |       |
| 5   | Chiara Rosa           | Italia            | 18.38  | q         | 18.19 | 17.86 | 18.38 |
| 6   | Cleopatra Borel-Brown | Trinidad e Tobago | 18.34  | q, SB     | 18.20 | X     | 18.34 |
| 7   | Misleydis González    | Cuba              | 18.32  | q, SB     | 18.32 | 18.15 | 18.01 |
| 8   | Denise Hinrichs       | Germania          | 18.25  |           | X     | 18.14 | 18.25 |
| 9   | Assunta Legnante      | Italia            | 18.24  |           | 18.24 | X     | X     |
| 10  | Abigail Ruston        | Stati Uniti       | 17.79  |           | 17.42 | 17.79 | X     |
| 11  | Anna Avdeyeva         | Russia            | 17.79  |           | 17.19 | 17.79 | X     |
| 12  | Li Ling               | Cina              | 17.76  |           | 17.35 | 17.76 | 17.29 |
| 13  | Jillian Camarena      | Stati Uniti       | 17.66  |           | 16.41 | 17.66 | 17.53 |
| 14  | Helena Engman         | Svezia            | 16.79  |           | 16.79 | X     | X     |
| 15  | Lin Chia-Ying         | Taipei cinese     | 15.77  |           | 13.96 | X     | 15.77 |
|     | Anca Heltne           | Romania           | DNS    |           |       |       |       |

## Finale
| Pos | Nomi                  | Paesi             | Misure   | Prove | Prove | Prove | Prove | Prove | Prove |
| Pos | Nomi                  | Paesi             | Misure   | 1     | 2     | 3     | 4     | 5     | 6     |
| --- | --------------------- | ----------------- | -------- | ----- | ----- | ----- | ----- | ----- | ----- |
|     | Valerie Vili          | Nuova Zelanda     | 20.19 AR | 20.19 | X     | 20.07 | 19.68 | X     | 19.89 |
| DQ  | Nadzeya Astapchuk     | Bielorussia       | 19.74    | 19.67 | 19.60 | 19.74 | X     | X     | X     |
|     | Li Meiju              | Cina              | 19.09 PB | 18.25 | 18.28 | 18.62 | X     | X     | 19.09 |
|     | Misleydis González    | Cuba              | 18.75 PB | 18.48 | 18.43 | 18.75 | X     | 18.59 | 18.02 |
| 4   | Chiara Rosa           | Italia            | 18.68 PB | 18.68 | 18.43 | X     | 18.38 | X     | X     |
| 5   | Christina Schwanitz   | Germania          | 18.55    | 18.54 | 18.04 | 18.55 | X     | 17.93 | 18.21 |
| 6   | Cleopatra Borel-Brown | Trinidad e Tobago | 18.47 SB | 18.09 | 17.56 | 17.49 | 18.27 | 18.47 | X     |
| 7   | Anna Omarova          | Russia            | 17.75    | 17.07 | 17.13 | 17.75 | X     | X     | X     |